# Županovice (Příbrami járás)
Županovice község Csehországban, a Příbrami járásban. Županovice Borotice, Nečín, Křepenice, Dublovice, Drevníky és Hřiměždice településekkel határos. Lakosainak száma 73 fő (2024. január 1.).

## Népesség
A település lakosságának változását az alábbi diagram mutatja:
| Lakosok száma | 264  | 299  | 244  | 184  | 80   | 81   | 76   | 77   | 70   | 73   |
|               | 1869 | 1890 | 1921 | 1950 | 1980 | 2001 | 2017 | 2019 | 2022 | 2024 |